# Das Geheimnis der Hunters
Das Geheimnis der Hunters (im Original: Hunter Street) ist eine niederländische Abenteuer- und Jugendserie von Blooming Media aus dem Jahr 2017, die für Nickelodeon produziert wurde. Die Serie ist ein Ableger der niederländischen Serie De Ludwigs.

## Handlung

### Staffel 1
Fünf Pflegekinder aus Amsterdam versuchen herauszufinden, was mit ihren verschwundenen Pflegeeltern passiert ist. Max ist der jüngste Neuzugang in der Pflegefamilie Hunter. Nachdem er die erste Nacht in seinem neuen Zuhause verbracht hat, sind die Pflegeeltern Erik und Kate spurlos verschwunden. Zusammen mit seinen neuen Geschwistern Tess, Anika, Sal und Daniel macht er sich auf die Suche nach Hinweisen, wo sie sein könnten. Ihre Spurensuche führt die fünf Geschwister in ein spannendes Familienabenteuer, inklusive Bootsrennen durch Kanäle und der Erkundung von geheimen Tunneln, wobei sie auf verborgene Schätze stoßen. Darüber hinaus müssen sie einigen Hindernissen ausweichen und alte Familienrivalen bekämpfen, um das Geheimnis zu lüften.

### Staffel 2
Die Hunter-Kids bekommen einen neuen Bruder: Jake, der sehr gut im Zeichnen ist. Dann wird ihnen ein Paket geliefert. Als sie es öffnen, finden sie ein Kryptex, doch Erik lässt es heimlich verschwinden, bevor sie herausfinden, was sich darin befindet. Die Polizei beschuldigt Erik eines Kunstraubs. Derweil melden sich Max’ leibliche Eltern bei ihm, und er reist nach Spanien ab. Danach wird die Sache noch mysteriöser, als Erik ein junges Mädchen namens Evie nach Hause bringt und adoptiert, so dass sie jetzt offiziell eine Hunter ist. Sie besitzt eine Halskette, die dasselbe Kronensymbol hat, das sie auch im Kryptex fanden. Erik klärt sie auf, dass er eine besondere Verbindung zu Evie hat. Unterdessen wird von jedem Hunter der PC gehackt, und Evies Ex-Stiefmutter Lucia meldet sich bei den Hunters, weil sie ihre Ex-Stieftochter zurückholen will, doch Erik verhindert dies. Das Familienabenteuer der Hunters geht weiter, und sie entdecken geheime Räume im Haus, finden Evies Geheimnis heraus, suchen einen Maulwurf bei den Verwandten, bekommen es mit einem Hacker zu tun und arbeiten mit ihrer neuen Freundin Jenny zusammen, all das, um ihren Vater Erik aus den falschen und schweren Beschuldigungen herauszuholen und den wahren Übeltäter zu identifizieren.

### Staffel 3
Max ist noch bei seinen leiblichen Eltern, Tess hilft freiwillig in Sambia, Jake ist auf einem Comic Con-Trip und Daniel ist mit seiner Arbeit beschäftigt. Die übrigen Hunters machen Urlaub in einem Haus im Wald. Dort spielen sich mysteriöse Ereignisse ab, zum Beispiel komische Laute und ein Dieb, der die kleine mesoamerikanische Pyramide, die Anika von einer anonymen Person an ihrem Geburtstag bekam, klaute. Es entstand ein Missverständnis mit Dottie, der Hauseigentümerin. Die Hunter-Kinder lernen auf ihrer Suche nach dem Anonymen Jasmyn und Oliver kennen, die ihnen helfen. Sal und Jake suchen nach Beweisen und finden heraus, dass Oliver Anikas Zwillingsbruder sein könnte. Diese suchen dann nach ihren Eltern und versuchen mit Sal und Jasmyn das Geheimnis zu lösen und den Schatz zu finden, bevor eine Sonnenfinsternis erscheint.

## Charaktere
- Max (eig. Maximilian) ist ein cooler Typ, der gerne etwas anstellt. Er hatte die meiste Zeit seiner Kindheit in Pflegeheimen verbracht, die ihn aus diesen Gründen oft weggegeben hatten. Seit die Hunters ihn aufnahmen, hilft er mit, das Geheimnis der Familie zu lüften.
- Tess (eig. Jessica) liebt es, Rätsel zu lösen und bringt die Gruppe immer wieder ein Stück näher an die Wahrheit. Sie liest gerne und ist eher ruhig.
- Daniel ist der Älteste und weiß, dass er seine Geschwister beschützen muss. Er ist in die Polizistin Simone verliebt, wodurch er in Staffel 2 Polizist wird und im Fall ermittelt, wo Erik fälschlicherweise wegen eines Kunstraubs beschuldigt wurde.
- Sals (eig. Salvatore) Spezialgebiet sind Technik und Naturwissenschaft. Mit seiner Hilfe finden die Geschwister immer eine neue Spur.
- Anika weiß immer als erstes, dass etwas nicht stimmt. In Staffel 1 ist sie die jüngste der Familie, dafür wurde sie als erstes adoptiert. In Staffel 3 versucht sie herauszufinden, wer ihre leibliche Familie ist.
- Sophie ist die Tochter des Antagonisten Saganash. Anfangs hilft sie ihrem Vater, aber nachdem sie sieht, wie nett die Hunters sind, hilft sie ihnen. Alle bis auf Max vertrauen ihr, er aber vertraut ihr später auch und sie wird in die Familie aufgenommen.
- Evie ist seit Staffel 2 in der Hunter-Familie und das jüngste Mitglied. Sie hat in Staffel 2 ein großes Geheimnis, welches mit Erik zu tun hat.
- Jake interessiert sich hauptsächlich für Comics. Mit seiner eigenen Comic-Figur „Electro Dude“ hat er seine Geschwister schon oft einen Schritt weiter gebracht. Er wurde in Staffel 2 in die Familie aufgenommen.
- Erik ist ein Mitglied der Verwandten und Pflegevater der Hunterkinder Max, Sal, Tess, Daniel, Jake, Anika und Evie. Er ist aus England.
- Kate ist die Pflegemutter der Hunter-Kinder. Sie ist sehr nett und wird in Staffel 1 mit Erik von Saganash entführt.
- Oliver wohnt mit seiner Mutter Dottie in einem Haus im Wald. In Staffel 3 kam er das erste Mal vor, als die Hunter-Familie fälschlicherweise in ihr Haus kommt. Er steht in familiärer Bindung mit Anika und soll ihr Zwillingsbruder sein.
- Jasmyn ist eine Freundin von Oliver. Sie ist die Tochter des Försters Lyman und hilft den Hunters in Staffel 3 bei der Suche nach dem Schatz.
- Simone ist eine Polizistin, auf die Daniel ein Auge wirft. Sie wirkt oft misstrauisch, wenn es um eine Sache geht.
- Tim ist von der Waisenvermittlung und brachte Max in einige Pflegeheime, so auch zu den Hunters.
- Die Verwandten bestehen aus Erik, Rinus, Diane, Bernard, Martin und anfangs Gertrude. Sie stehen in Verbindung zur Familie.

## Episoden
| Staffel | Episodenanzahl | Erstausstrahlung USA Nickelodeon | Erstausstrahlung USA Nickelodeon | Deutschsprachige Erstausstrahlung Nick | Deutschsprachige Erstausstrahlung Nick |
| Staffel | Episodenanzahl | Staffelpremiere                  | Staffelfinale                    | Staffelpremiere                        | Staffelfinale                          |
| ------- | -------------- | -------------------------------- | -------------------------------- | -------------------------------------- | -------------------------------------- |
| 1       | 20             | 11. März 2017                    | 7. April 2017                    | 8. März 2018                           | 2. April 2018                          |
| 2       | 20             | 29. Januar 2018                  | 23. Februar 2018                 | 19. Mai 2018                           | 18. Juli 2018                          |
| 3       | 30             | 29. Juli 2019                    | 27. September 2019               | 30. September 2019                     | 8. November 2019                       |
| 4       | 20             | 19. April 2021                   | 20. Mai 2021                     | 17. Mai 2021                           | 6. Juli 2021                           |

### Staffel 1
| Nr. (ges.) | Nr. (St.) | Deutscher Titel               | Originaltitel              | Erstausstrahlung USA | Deutschsprachige Erstausstrahlung (D) |
| ---------- | --------- | ----------------------------- | -------------------------- | -------------------- | ------------------------------------- |
| 1          | 1         | Willkommen im Dschungel       | The New Hunter             | 11. März 2017        | 8. März 2018                          |
| 2          | 2         | Saganash                      | Saganash                   | 13. März 2017        | 9. März 2018                          |
| 3          | 3         | Der geheime Raum              | The Secret Room            | 14. März 2017        | 10. März 2018                         |
| 4          | 4         | Die Goldene Taube             | Principal                  | 15. März 2017        | 11. März 2018                         |
| 5          | 5         | Rinus                         | Rinus                      | 16. März 2017        | 12. März 2018                         |
| 6          | 6         | Der Schlüssel                 | The Key                    | 20. März 2017        | 15. März 2018                         |
| 7          | 7         | Der blaue Diamant             | The Blue Diamond           | 21. März 2017        | 16. März 2018                         |
| 8          | 8         | MGP                           | MGP                        | 22. März 2017        | 17. März 2018                         |
| 9          | 9         | Tante Hedwig und Onkel Eugene | Aunt Hedwig & Uncle Eugene | 23. März 2017        | 18. März 2018                         |
| 10         | 10        | Kontakt                       | Contact                    | 24. März 2017        | 19. März 2018                         |
| 11         | 11        | Die Verwandtschaft            | The Relatives              | 27. März 2017        | 22. März 2018                         |
| 12         | 12        | Der rote Diamant              | The Red Diamond            | 28. März 2017        | 23. März 2018                         |
| 13         | 13        | Cassandras Karte              | Cassandra's Map            | 29. März 2017        | 24. März 2018                         |
| 14         | 14        | Anikas Geburtstag             | Anika's Birthday           | 30. März 2017        | 25. März 2018                         |
| 15         | 15        | Das Labyrinth                 | The Maze                   | 31. März 2017        | 26. März 2018                         |
| 16         | 16        | In geheimer Mission           | Undercover                 | 3. Apr. 2017         | 29. März 2018                         |
| 17         | 17        | Sophie                        | Sophie                     | 4. Apr. 2017         | 30. März 2018                         |
| 18         | 18        | Bruhl                         | Bruhl                      | 5. Apr. 2017         | 31. März 2018                         |
| 19         | 19        | Der grüne Diamant             | Almost Back                | 6. Apr. 2017         | 1. Apr. 2018                          |
| 20         | 20        | Wettlauf mit der Zeit         | The Deed                   | 7. Apr. 2017         | 2. Apr. 2018                          |

### Staffel 2
| Nr. (ges.) | Nr. (St.) | Deutscher Titel       | Originaltitel         | Erstausstrahlung USA | Deutschsprachige Erstausstrahlung (D) |
| ---------- | --------- | --------------------- | --------------------- | -------------------- | ------------------------------------- |
| 21         | 1         | Das Paket             | The Package           | 29. Jan. 2018        | 19. Mai 2018                          |
| 22         | 2         | Die Verhaftung        | The Arrest            | 29. Jan. 2018        | 19. Mai 2018                          |
| 23         | 3         | Max                   | Max                   | 30. Jan. 2018        | 19. Mai 2018                          |
| 24         | 4         | Evie                  | Evie                  | 31. Jan. 2018        | 19. Mai 2018                          |
| 25         | 5         | Das Museum            | The Museum            | 1. Feb. 2018         | 19. Mai 2018                          |
| 26         | 6         | Die neue Freundin     | The New Friend        | 2. Feb. 2018         | 20. Mai 2018                          |
| 27         | 7         | Der Stammbaum         | The Family Tree       | 5. Feb. 2018         | 26. Mai 2018                          |
| 28         | 8         | Rache                 | Payback               | 6. Feb. 2018         | 27. Mai 2018                          |
| 29         | 9         | Der Plan              | The Plan              | 7. Feb. 2018         | 2. Juni 2018                          |
| 30         | 10        | Der Raub              | The Reverse Heist     | 8. Feb. 2018         | 3. Juni 2018                          |
| 31         | 11        | Der Maulwurf          | The Mole              | 9. Feb. 2018         | 9. Juni 2018                          |
| 32         | 12        | Die grüne Maske       | The Green Mask        | 12. Feb. 2018        | 10. Juni 2018                         |
| 33         | 13        | Das Hacker-Versteck   | Hacker Hideout        | 13. Feb. 2018        | 16. Juni 2018                         |
| 34         | 14        | Der supergeheime Raum | The Super Secret Room | 14. Feb. 2018        | 17. Juni 2018                         |
| 35         | 15        | Die Krone             | The Crown             | 15. Feb. 2018        | 23. Juni 2018                         |
| 36         | 16        | Verstecken und Suchen | Hide and Seek         | 16. Feb. 2018        | 24. Juni 2018                         |
| 37         | 17        | Das Hausboot          | The Houseboat         | 20. Feb. 2018        | 30. Juni 2018                         |
| 38         | 18        | Spion                 | Spy                   | 21. Feb. 2018        | 1. Juli 2018                          |
| 39         | 19        | Das Ritual            | The Ritual            | 22. Feb. 2018        | 7. Juli 2018                          |
| 40         | 20        | Hunters für immer     | Hunters Forever       | 23. Feb. 2018        | 8. Juli 2018                          |

### Staffel 3
| Nr. (ges.) | Nr. (St.) | Deutscher Titel         | Originaltitel              | Erstausstrahlung USA | Deutschsprachige Erstausstrahlung (D) |
| ---------- | --------- | ----------------------- | -------------------------- | -------------------- | ------------------------------------- |
| 41         | 1         | Das Geschenk            | The Birthday Gift          | 29. Juli 2019        | 30. Sep. 2019                         |
| 42         | 2         | Der Dieb                | Strange Hose               | 30. Juli 2019        | 1. Okt. 2019                          |
| 43         | 3         | Zombie in der Nacht     | The Storm                  | 31. Juli 2019        | 2. Okt. 2019                          |
| 44         | 4         | Der Fluch               | Jake's Curse               | 1. Aug. 2019         | 3. Okt. 2019                          |
| 45         | 5         | Im Wald verirrt         | Lost in the Woods          | 2. Aug. 2019         | 4. Okt. 2019                          |
| 46         | 6         | Der Sohn der Hexe       | Oliver                     | 5. Aug. 2019         | 7. Okt. 2019                          |
| 47         | 7         | Die Einkaufsliste       | The Code                   | 6. Aug. 2019         | 8. Okt. 2019                          |
| 48         | 8         | Des Rätsels Lösung      | Remedies and Riddles       | 7. Aug. 2019         | 9. Okt. 2019                          |
| 49         | 9         | Der zweite Stein        | Curse or Cure?             | 8. Aug. 2019         | 10. Okt. 2019                         |
| 50         | 10        | Die Macht der Magie     | The Second Stone           | 9. Aug. 2019         | 11. Okt. 2019                         |
| 51         | 11        | Wieder Zuhause          | Return to Hunter Street    | 12. Aug. 2019        | 14. Okt. 2019                         |
| 52         | 12        | Der sprechende Bär      | Mr. Bear                   | 13. Aug. 2019        | 15. Okt. 2019                         |
| 53         | 13        | Die nächste Spur        | Rex to the Rescue          | 14. Aug. 2019        | 16. Okt. 2019                         |
| 54         | 14        | Das Codewort            | Secret Signs               | 15. Aug. 2019        | 17. Okt. 2019                         |
| 55         | 15        | Sonnenfinsternis        | Evil Narikoa               | 16. Aug. 2019        | 18. Okt. 2019                         |
| 56         | 16        | Geschwister             | Siblings                   | 9. Sep. 2019         | 21. Okt. 2019                         |
| 57         | 17        | Der Geheimgang          | What Hides Beneath         | 10. Sep. 2019        | 22. Okt. 2019                         |
| 58         | 18        | Die Schmetterlingssonne | The Butterfly Sun          | 11. Sep. 2019        | 23. Okt. 2019                         |
| 59         | 19        | Versuche                | Appeals                    | 12. Sep. 2019        | 24. Okt. 2019                         |
| 60         | 20        | In der Falle            | Trapped                    | 13. Sep. 2019        | 25. Okt. 2019                         |
| 61         | 21        | Funde und Verluste      | Escape                     | 16. Sep. 2019        | 28. Okt. 2019                         |
| 62         | 22        | Die Mutter              | Moms                       | 17. Sep. 2019        | 29. Okt. 2019                         |
| 63         | 23        | Das Wasser bis zum Hals | Swamped                    | 18. Sep. 2019        | 30. Okt. 2019                         |
| 64         | 24        | Wahrheit und Lüge       | Truth and Lies             | 19. Sep. 2019        | 31. Okt. 2019                         |
| 65         | 25        | Das letzte Rätsel?      | The Final Riddle?          | 20. Sep. 2019        | 1. Nov. 2019                          |
| 66         | 26        | Enthüllungen            | Relevations                | 23. Sep. 2019        | 4. Nov. 2019                          |
| 67         | 27        | Mit leeren Händen       | Not Quite X Marks the Spot | 24. Sep. 2019        | 5. Nov. 2019                          |
| 68         | 28        | Knifflige Zeiten        | Tricky Times               | 25. Sep. 2019        | 6. Nov. 2019                          |
| 69         | 29        | Die Pyramide            | The Pyramid                | 26. Sep. 2019        | 7. Nov. 2019                          |
| 70         | 30        | Eclipse                 | Eclipse                    | 27. Sep. 2019        | 8. Nov. 2019                          |

### Staffel 4
| Nr. (ges.) | Nr. (St.) | Deutscher Titel                | Originaltitel                  | Erstausstrahlung USA | Deutschsprachige Erstausstrahlung (D) |
| ---------- | --------- | ------------------------------ | ------------------------------ | -------------------- | ------------------------------------- |
| 71         | 1         | Ein unerwarteter Gast          | An Unexpected Guest            | 19. Apr. 2021        | 17. Mai 2021                          |
| 72         | 2         | Falscher Hase                  | Babies, Bunnies and Beards     | 20. Apr. 2021        | 18. Mai 2021                          |
| 73         | 3         | Sally Hunter                   | Sally Hunter                   | 21. Apr. 2021        | 19. Mai 2021                          |
| 74         | 4         | Quantenprobleme und Sackgassen | Quantum Problems and Dead Ends | 22. Apr. 2021        | 20. Mai 2021                          |
| 75         | 5         | Hausarrest                     | House Arrest                   | 26. Apr. 2021        | 24. Mai 2021                          |
| 76         | 6         | Der Eindringling               | The Intruder                   | 27. Apr. 2021        | 25. Mai 2021                          |
| 77         | 7         | Gedankenspielchen              | Mind Games                     | 28. Apr. 2021        | 26. Mai 2021                          |
| 78         | 8         | Der Einbruch                   | Break-in                       | 29. Apr. 2021        | 27. Mai 2021                          |
| 79         | 9         | Der verlorene Sohn             | Relatively Speaking            | 3. Mai 2021          | 31. Mai 2021                          |
| 80         | 10        | Falsche Freunde                | Enemies Within                 | 4. Mai 2021          | 1. Juni 2021                          |
| 11         | 11        | Die böse Anika                 | Badika                         | 5. Mai 2021          | 21. Juni 2021                         |
| 82         | 12        | Operation Wiegenlied           | Operation Rockabye             | 6. Mai 2021          | 22. Juni 2021                         |
| 83         | 13        | Schlafwandler                  | Sleepwalkers                   | 10. Mai 2021         | 23. Juni 2021                         |
| 84         | 14        | Rettet Anika!                  | Saving Anika                   | 11. Mai 2021         | 24. Juni 2021                         |
| 85         | 15        | Doppelt Undercover             | I Spy                          | 12. Mai 2021         | 28. Juni 2021                         |
| 86         | 16        | Hologramm, öffne dich          | Hologram: Unlocked             | 13. Mai 2021         | 29. Juni 2021                         |
| 87         | 17        | Das fehlende Teil              | The Missing Piece              | 17. Mai 2021         | 30. Juni 2021                         |
| 88         | 18        | Stunden der Wahrheit           | Testing Times                  | 18. Mai 2021         | 1. Juli 2021                          |
| 89         | 19        | Gehirngewaschen                | Brainwooshed                   | 19. Mai 2021         | 5. Juli 2021                          |
| 90         | 20        | Showdown                       | Showdown                       | 20. Mai 2021         | 6. Juli 2021                          |

## Besetzung und Synchronisation
Die Synchronisation erfolgt bei postperfect Hamburg unter der Dialogregie von Christine Pappert und Johannes Semm.
| Rolle                   | Schauspieler            | Synchronsprecher      |
| ----------------------- | ----------------------- | --------------------- |
| Maximilian „Max“ Hunter | Stony Blyden            | Johannes Semm         |
| Jessica „Tess“ Hunter   | MaeMae Renfrow          | Liza Ohm              |
| Daniel Hunter           | Thomas Jansen           | Tobias Diakow         |
| Salvatore „Sal“ Hunter  | Daan Creyghton          | Felix Strüven         |
| Anika Hunter            | Kyra Smith              | Chloë Lee Constantin  |
| Jake Hunter             | Wilson Radjou-Pujalte   | Piet Nowatzky         |
| Evie Hunter             | Kate Bensdorp           |                       |
| Erik Hunter             | Ronald Top              | Robin Brosch          |
| Kate Hunter             | Tooske Ragas            |                       |
| Simone Smith            | Yootha Wong-Loi-Sing    | Simona Pahl           |
| Tim Turcal              | Barnaby Savage          | Sascha Draeger        |
| Sophie Saganash         | Zoë Harding             |                       |
| Oliver                  | Eliyha Altena           |                       |
| Jasmyn                  | Sarah Nauta             |                       |
| Jennie                  | Alyssa Guerrouche       |                       |
| Florian                 | Padraig Turley          |                       |
| Josh                    | Reiky De Valk           |                       |
| Lucia Jansen            | Bonnie Williams         |                       |
| Jerry                   | Mark Wijsman            |                       |
| Miss Clutterbeek        | Eva Van der Gucht       | Kristina von Weltzien |
| Dottie                  | Cystine Carreon         |                       |
| Lyman                   | Edwin Jonker            |                       |
| Alexander Jackson       | Jakob Nieuwenhuijsen    |                       |
| Isabella Jackson        | Myrthe Burger           |                       |
| Rinus                   | Kees Hulst              |                       |
| Diane                   | Loveday Smith           | Cornelia Dörr         |
| Bernard                 | Kenan Raven             | Martin Sabel          |
| Martin                  | Kenneth Darryll Charles |                       |
| Gertrude                | Dawn Mastin             |                       |
| Rex Legend              | Charlie May             |                       |
| Miss Lucas              | Mimi Ferrer             |                       |
| Detective Simon         | Michael de Roos         | Robert Kotulla        |
| Mr. Browning            | Tillmon Galloway        |                       |